# Usine Fiat Córdoba

L'Usine Fiat de Córdoba est une usine importante du constructeur automobile italien Fiat, filiale de Fiat Automobiles Group, implantée en Argentine sur la commune Córdoba. 

## Histoire de Fiat en Argentine
La présence du groupe industriel italien Fiat en Argentine remonte au tout début du XXème siècle avec les immigrants italiens. La chronologie est la suivante :
- 1900 : les productions de FIAT Italie, voitures, camions, tracteurs agricoles, etc., sont importées en Argentine par les immigrants italiens.
- 1919 : création d'une structure officielle d'importation à Buenos Aires : FIAT Argentina SA. Les produits importés sont des automobiles, des camions, des autobus et des tracteurs agricoles.
- 1949 : FIAT Argentina crée Agromecanica S.A.C.I.F., filiale spécialisée dans la maintenance des engins agricoles Fiat Trattori importés d'Italie.
- 1952 : FIAT Trattori cède une licence de fabrication de tracteurs agricoles à IAME pour le marché argentin.
- 1954 : création de FIAT SOMECA qui incorpore IAME et devient le premier constructeur de tracteurs agricoles du pays. Inauguration de la nouvelle usine FIAT SOMECA de La Ferreyra à Córdoba.
- 1955 : création d'une autre usine à Cordoba pour la fabrication de grands moteurs industriels et de FIAT Grandes Motores Diesel, filiale de Fiat Grandi Motori Italie.
- 1957 : Fiat Ferroviaria Italie remporte un appel d'offres et reçoit une commande de 300 locomotives diesel pour les chemins de fer Argentins. Pour cela, Fiat Ferroviaria construit une usine spécifique à Córdoba et crée la filiale Fiat Materfer.
- 1958 : inauguration de l'usine FIAT Materfer de Córdoba destinée à devenir le fournisseur officiel des compagnies de chemin de fer d'Amérique latine.
- 1959 : le gouvernement argentin réglemente l'industrie automobile afin de favoriser l'essor des productions locales. FIAT décide, comme d'autres constructeurs, notamment américains, de créer un site de production local pour satisfaire à la loi qui imposait un taux d'intégration local de 70 %. Le 30 septembre 1959, le gouvernement argentin délivre une autorisation à FIAT Argentine pour la fabrication de voitures automobiles sur son territoire.
- 08/04/1960 : la nouvelle usine de la filiale argentine Fiat Concord, située à Caseros produit sa première voiture, une FIAT Concord 600 en tous points identique au modèle original italien. En milieu d'année, une seconde chaîne de fabrication voit le jour, destinée à la production de la Fiat 1100D, 4 000 exemplaires de ce modèle seront produits dans l'année.
- 1962 : la Fiat 600 évolue et la version 600D voit le jour avec une motorisation renforcée.
- 1963 : en fin d'année, la FIAT 1100D après 23.152 ex. produits est remplacée par la Fiat 1500.
- 1964 : les premières exportations à destination du Chili voisin commencent. FIAT disposait d'une filiale locale Fiat Chile, destinée au montage des modèles 600D et Fiat 1100D.
- 1965 : la gamme FIAT 1500 s'élargit avec l'apparition des modèles 1500 Cupè et Multicarga un pick-up à l'américaine. Présentation de la Fiat 770, un coupé jamais produit en Italie par FIAT mais par le carrossier Vignale. Cette voiture sera également produite en Allemagne par Fiat Neckar.
- 1966 : la Fiat 770 évolue, est rebaptisée 800 et est complétée avec une version spider. La FIAT 1500 subit une augmentation d'empattement et devient FIAT 1500C baptisée "largo". Ce modèle sera spécifique à l'usine FIAT Concord Argentine.
- 1967 : FIAT Concord est le premier constructeur argentin avec 23 % du marché. La production dépasse les 40 000 unités par an.
- 1968 : lancement de la seconde série de la FIAT 1500. Une version rallye voit le jour.
- 1969 : la FIAT 1500 est remplacée par la Fiat 1600, qui sera remplacée en 1972 par la Fiat 125. Création de la division Fiat V.I. Argentina qui construit maintenant localement les camions et autobus destinés au marché d'Amérique latine. La production de camions commence à l'usine de Ferreyra (province de Córdoba) avec les modèles 619N et 619T[1], à un rythme initial de 2 à 3 véhicules par jour.
- 1970 : Lancement de la FIAT 1600 Cupè. Modèle exclusivement argentin due au carrossier italien Vignale et jamais construit par FIAT en Italie. La version 1500 Spider de Pininfarina identique au modèle italien est aussi fabriquée. Arrêt des FIAT 800 Cupè et Spider produits respectivement à 7 807 et 1 120 exemplaires.
- 1971 : lancement de la Fiat 128 - voiture révolutionnaire à l'époque - identique au modèle italien. La production FIAT Concord dépasse 60 000 unités et un effectif de 4.250 personnes. Création de IAVA S.A., une sorte d'ABARTH Argentin, destiné à la préparation de véhicules aux prestations plus élaborées.
- 1972 : la gamme FIAT 1600 est remplacée par la Fiat 125. Les exportations se développent, véhicules en CKD pour Fiat Chile au Chili, véhicules complets vers la Colombie et l'Uruguay, moteurs de FIAT 128 vers la Yougoslavie où FIAT Zastava démarre la fabrication de la Z 101. Lancement de la FIAT 128 IAVA, dérivée de la FIAT 128 Rally italienne.

Faits divers : le 21 mars 1972, Oberdan Guillermo Sallustro, directeur général de Fiat Concord est pris en otage par l'Armée Révolutionnaire du Peuple Argentin et sera exécuté le 10 avril 1972. En 1974, Fiat lancera le camion Fiat 673 pour lui rendre hommage.
- 1977 : lancement de la Fiat 133, dérivée de l'original SEAT mais avec des motorisations locales de la FIAT 600 E et S.
- 1980 : à l'époque, le constructeur français Peugeot avait une filiale locale qui produisait la 504 berline au rythme de 15 000 exemplaires par an. Afin de rentabiliser les installations, il fut décidé de regrouper les deux entités automobiles FIAT Concord et Peugeot Argentina et de créer, comme ils l'avaient déjà fait plus tôt en Europe, Sevel Argentina. La division poids lourds, rebaptisée Iveco Argentina, est devenue indépendante. Peugeot revendra à Fiat sa petite participation dans SEVEL en 1982 et Fiat cèdera la sienne à la l'entreprise argentine Magri Group en 1995, à la suite de la crise financière qui a paralysé le pays depuis plus d'un an. La FIAT 125 est restylée et baptisée FIAT 125 Mirafiori. Lancement de la 2e série de la FIAT 128 baptisée 128 Europa.
- 1982 : la Fiat 600 après une production record pour l'Argentine de 300 000 véhicules et la Fiat 133 sont remplacées par la Fiat 147 identique à l'original brésilien.
- 1984 : arrêt des activités de IAVA.
- 1985 : lancement de la Fiat Regatta, identique au modèle italien mais avec 2 T !
- 1987 : lancement de la Fiat Duna, modèle réservé à l'Amérique latine et importé peu de temps en Italie. C'est une Fiat Uno avec un coffre, la Duna a existé en break 3 puis 5 portes.
- 1989 : lancement de la Fiat Uno, identique à la version Brésilienne, et ses dérivés à coffre et Break baptisés Fiat Elba.
- 1990 : arrêt de la fabrication de la FIAT 128 Europa.
- 1995 : l'aventure de Sevel Argentina se termine.

## 1996: la renaissance de Fiat Argentina
La direction italienne du groupe Fiat décide, en 1995, de reprendre pied en direct sur le sol argentin pour y produire localement des automobiles, comme par le passé. La division poids lourds Fiat V.I. Argentina, devenue Iveco Argentina n'a, quant à elle, jamais suspendu sa production. FIAT Auto Italie crée une nouvelle société filiale Fiat Auto Argentina et décide la construction d'une nouvelle usine ultra moderne à Córdoba, son site historique, sur le modèle de l'usine de Melfi, dans le sud de l'Italie. Études et conception sont assurées par Fiat Engineering et la robotique par COMAU, filiale spécialisée du groupe italien. L'usine Fiat Melfi est encore aujourd'hui, en 2017, la plus robotisée et la plus productive au monde.
La chronologie de cette nouvelle période est la suivante :
- 20/12/1996 : à peine 18 mois après le démarrage des travaux, Fiat Impresit livre l'usine clés en mains, conçue pour une production de 1.200 véhicules par jour. L'investissement a été de 600 M$.
- 04/04/1997 : démarrage de la fabrication de la famille Fiat 178, connues sous le nom de Fiat Palio, Fiat Siena et Fiat Strada.
- 2000 : l'Amérique Latine et l'Argentine en particulier sombrent dans une profonde crise économique. L'industrie automobile est la première victime de la réduction de la consommation et des restrictions financières. La monnaie est dévaluée quasiment chaque semaine par rapport au dollar. Les ventes chutent de moitié.
- 31/12/2002 : FIAT Auto Argentina suspend la fabrication de voitures mais conserve ses usines pour la fabrication des parties mécaniques - moteurs et boites de vitesses - qui sont exportées vers le Brésil essentiellement. Toutes les FIAT produites en Amérique latine proviennent alors de la filiale FIAT Automoveïs de Betim - État du Minas Gerais au Brésil.

Après une longue période d'incertitude, l'activité économique du pays reprend lentement. Il faudra attendre la fin de l'année 2006 pour retrouver le niveau de l'année 2000.
- 01/06/2007 : FIAT investit 60 M€ pour reprendre la production de la Fiat Siena, dans la dernière version actualisée MY2008, dans l'usine de Córdoba, à raison de 50.000 exemplaires annuels.
- 01/01/2008 : la fabrication de la Fiat Siena MY2008 reprend dans l'usine de Córdoba rééquipée pour ce modèle.
- 23/03/2008 : Fiat effectue un investissement complémentaire de 300 M US$ dans l'usine de Córdoba pour y fabriquer la Fiat Palio, dont la production par Fiat Automoveïs est insuffisante au Brésil pour satisfaire la demande. De plus, un nouveau moteur essence Flex de 1,9 litre est mis en fabrication.

2011 : Fiat recrute 1.500 nouveaux salariés pour préparer le début de la production de la nouvelle Fiat Palio (2012), Tipo 326.
2016 : Fiat débloque un investissement de 600 M$ pour agrandir l'usine de Córdoba pour y fabriquer un nouveau modèle connu sous le nom de code X6H, la Fiat Cronos, une berline tri corps qui est la version classique avec coffre de la toute nouvelle Fiat Argo, lancée au Brésil en juin 2017.
2017 : La production de la nouvelle Fiat Cronos débute en fin d'année 2017.

## L'usine actuelle de Córdoba
Cette nouvelle usine, construite dans le pôle industriel de la ville de Córdoba en Argentine, là même où avait été construite la première usine du groupe italien lors de son implantation dans le pays, a été inaugurée le 20 décembre 1996. Construite selon les plans et directives de Fiat Engineering en seulement 18 mois par Fiat Impresit, elle est implantée sur un terrain de 82 hectares et représente 276 000 m2 couverts. Elle dispose d'une capacité de production de plus de 150 000 automobiles par an avec une cadence maximale de 1 200 véhicules par jour en 3 postes.

L'Usine Fiat Córdoba est une des plus importantes usines automobiles du pays. Elle occupe environ 15.000 emplois directs et indirects. Sa production en 2017 a été de 120.000 véhicules. Elle est située près d'autres usines de Fiat Group comme les usines métallurgiques Teksid do Brasil, l'usine de moteurs Fiat Powertrain Technologies ou celle d'Iveco Argentina.

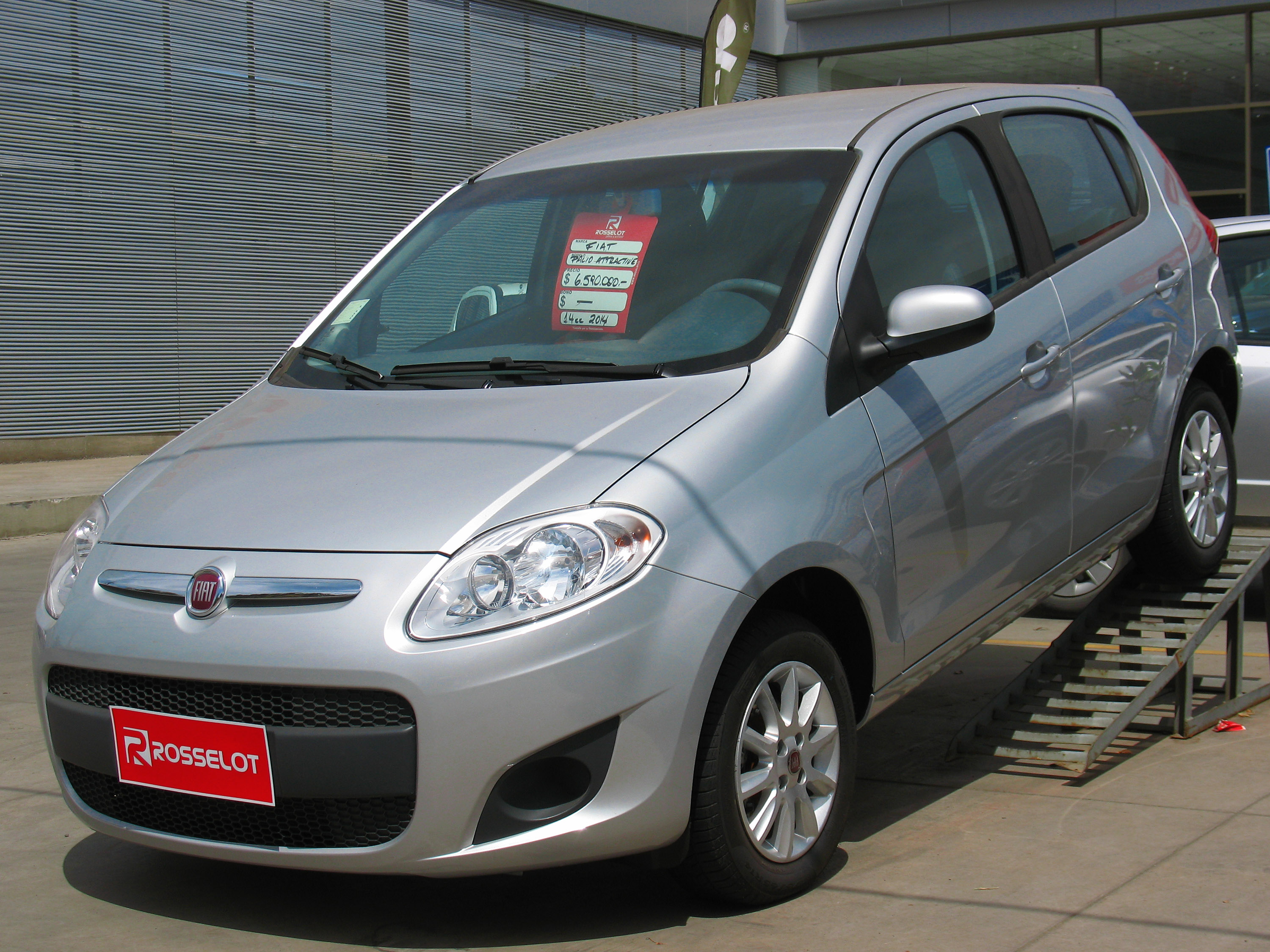
Fiat Palio (2012)

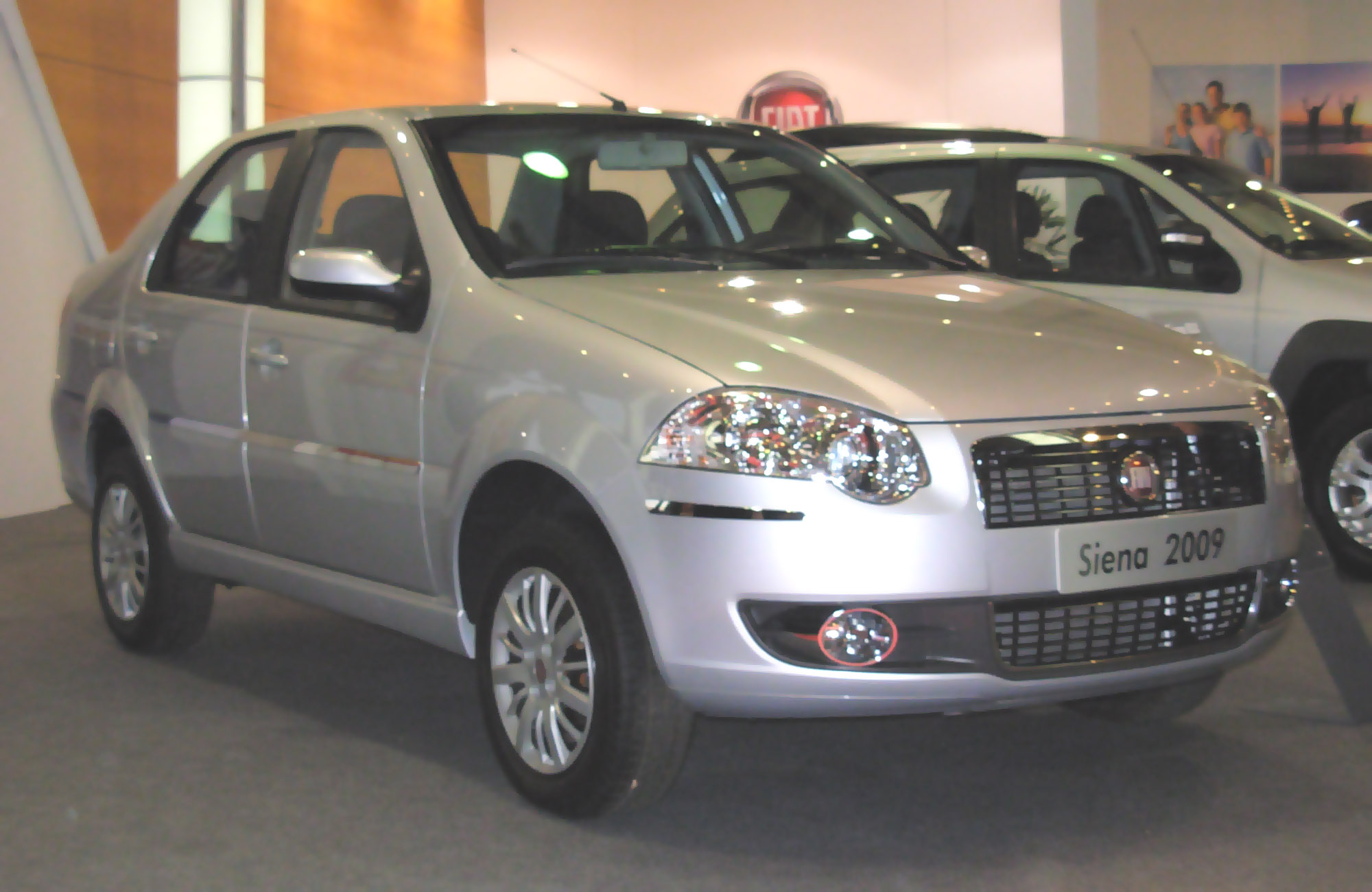
Fiat Siena MY 2009

Actuellement, en ce début d'année 2018, l'usine de Córdoba dispose de 2 lignes complètes de production où sont fabriqués 2 modèles différents comprenant plus de 18 versions destinées aux marchés d'Amérique latine et à l'exportation.  

## Production
Actuellement, en février 2018, 2 gammes de modèles sont fabriquées dans l'usine de Córdoba :
- Fiat Palio (2012)
- Fiat Cronos

### Modèles de voitures particulières produites depuis l'origine
- Fiat Concord :
  - 8.4.1960 - 1982 : Fiat Concord 600 - 302.000 exemplaires fabriqués toutes versions confondues,
  - 1961 - 1963 : Fiat 1100D - 23.152 ex,
  - 1963 - 1969 : Fiat 1500 - 108.235 ex,
  - 1965 - 1972 : Fiat 1500 Cupè et Multicarga pick-up - 14.824 ex,
  - 1965 - 1970 : Fiat 770/800 Coupé et spider - 9.008 ex,
  - 1969 - 1973 : Fiat 1600 - 47.991 ex, berline et coupé
  - 1970 - 1972 : Fiat 1600 Cupè Vignale
  - 1971 : Fiat 1500 Spider Pininfarina
  - 1971 - 1986 : Fiat 128 - 255.110 ex,
  - 1972 - 1982 : Fiat 125 - 188.971 ex,
  - 1977 - 1982 : Fiat 133 - 15.821 ex.

- 1980 : Sevel Argentina
  - 1980 - 1982 : Fiat 125 Mirafiori - 188.971 ex,
  - 1980 - 1986 : Fiat 128 Europa - 255.110 ex,
  - 1982 - 1996 : Fiat 147 - 232.807 ex,
  - 1985 - 1992 : Fiat Regatta - 56.789 ex,
  - 1987 - 1996 : Fiat Duna - 257.559 ex,
  - 1989 - 1996 : Fiat Uno CS - 179.767 ex,

- 1996 : Fiat Auto Argentina 
  - 1997 - 2002 : Fiat Siena
  - 01/01/2008 - 2017 : Fiat Siena MY2008 4e série
  - 23/03/2008 - 2011 : Fiat Palio 4e série
  - 2011 - xx : Fiat Palio (2012) Tipo 326.
  - 2018 - xx : Fiat Cronos.

### Modèles de véhicules utilitaires légers produits
- 1965 - 1972 : Fiat 1500 Multicarga - 16.074 exemplaires,
- 1972 - 1973 : Fiat 1600 Multicarga pickup,
- 1973 - 1982 : Fiat 125 Multicarga pickup,
- 1989 - 1992 : Fiat 147 Fiorino - Fourgonnette et pickup - 25.035 ex.